# محمد دمیر
محمد دمیر (انگلیسی: Muhammet Demir؛ زادهٔ ۱۰ ژانویهٔ ۱۹۹۲) بازیکن فوتبال اهل ترکیه است.
از باشگاه‌هایی که در آن بازی کرده‌است می‌توان به باشگاه فوتبال ترابزون‌اسپور، باشگاه فوتبال غازی عینتاب‌اسپور، و باشگاه فوتبال بورسااسپور اشاره کرد.
وی همچنین در تیم‌های ملی فوتبال Turkey national under-17 football team, Turkey national under-19 football team، زیر ۲۱ سال ترکیه، و ترکیه بازی کرده‌است.